# Comuna de Wielkie Oczy
Wielkie Oczy (polaco: Gmina Wielkie Oczy) é uma gminy (comuna) na Polónia, na voivodia de Subcarpácia e no condado de Lubaczowski. A sede do condado é a cidade de Wielkie Oczy.
De acordo com os censos de 2004, a comuna tem 3916 habitantes, com uma densidade 26,7 hab/km².

## Área
Estende-se por uma área de 146,49 km², incluindo:
- área agrícola: 44%
- área florestal: 45%

## Demografia
Dados de 30 de Junho 2004:
|                      | Total   | Total | Mulheres | Mulheres | Homens  | Homens |
| -------------------- | ------- | ----- | -------- | -------- | ------- | ------ |
|                      | pessoas | %     | pessoas  | %        | pessoas | %      |
| População            | 3916    | 100   | 1989     | 50,8     | 1927    | 49,2   |
| Densidade (pop./km²) | 26,7    | 100   | 13,6     | 13,6     | 13,2    | 13,2   |

De acordo com dados de 2002, o rendimento médio per capita ascendia a 1211,59 zł.

## Subdivisões
- Bihale, Kobylnica Ruska, Kobylnica Wołoska, Łukawiec, Majdan Lipowiecki, Potok Jaworowski, Skolin, Wielkie Oczy, Wólka Żmijowska, Żmijowiska.